# 41. ceremonia wręczenia nagród Grammy
41. ceremonia wręczenia nagród Grammy, amerykańskich nagród muzycznych wręczanych przez Narodową Akademię Sztuki i Techniki Rejestracji odbyła się w niedzielę, 24 lutego 1999 roku.

## Nagrody

### Obszar generalny
Lista składa się ze wszystkich nominowanych, a zwycięzcy zostaną pogrubieni.

#### Nagranie roku
- "My Heart Will Go On" – Céline Dion
- The Boy Is Mine – Brandy & Monica
- Iris – Goo Goo Dolls
- Ray of Light – Madonna
- You're Still The One – Shania Twain

#### Album roku
- The Miseducation of Lauryn Hill – Lauryn Hill
- The Globe Sessions – Sheryl Crow
- Version 2.0 – Garbage
- Ray of Light – Madonna
- Come On Over – Shania Twain

#### Piosenka roku
- My Heart Will Go On – Céline Dion (Autorzy: James Horner, Will Jennings)
- I Don’t Want to Miss a Thing – Aerosmith (Autorzy: Diane Warren)
- Iris – Goo Goo Dolls (Autorzy: John Rzeznik)
- Lean on Me – Kirk Franklin (Autorzy: Mary J. Blige, R. Kelly, Bono, Crystal Lewis & The Family)
- You're Still The One – Shania Twain (Autorzy: Robert John "Mutt" Lange & Shania Twain)

#### Najlepszy nowy artysta
- Lauryn Hill
- Backstreet Boys
- Andrea Bocelli
- Dixie Chicks
- Natalie Imbruglia

### Pop

#### Najlepszy występ pop solowy kobiecy
- My Heart Will Go On  – Céline Dion

#### Najlepszy występ pop solowy męski
- My Father's Eyes – Eric Clapton

#### Najlepszy album popowy
- Ray of Light – Madonna

### Rock

#### Najlepsza piosenka rockowa
- Alanis Morissette za utwór "Uninvited"

#### Najlepszy album rockowy
- The Globe Sessions – Sheryl Crow

#### Najlepszy występ rockowy kobiecy
- Alanis Morissette za utwór "Uninvited"

#### Najlepszy występ rockowy męski
- Lenny Kravitz za utwór "Fly Away"

#### Najlepszy występ rockowy w duecie lub w zespole
- Aerosmith za utwór "Pink"

#### Najlepszy występ metalowy
- Metallica za utwór "Better than You"

### Muzyka alternatywna

#### Najlepszy album alternatywny
- Hello Nasty – Beastie Boys
- From the Choirgirl Hotel – Tori Amos
- Is This Desire? – PJ Harvey
- Airbag/How Am I Driving? – Radiohead
- Adore – The Smashing Pumpkins

### R&B

#### Najlepsza piosenka R&B
- "Doo Wop (That Thing)" – Lauryn Hill
- "Are You That Somebody?" – Aaliyah
- "Tyrone" – Erykah Badu
- "A Rose Is Still a Rose" – Aretha Franklin
- "I Get Lonely" – Janet Jackson

#### Najlepszy album R&B
- The Miseducation of Lauryn Hill – Lauryn Hill
- Live – Erykah Badu
- Never Say Never – Brandy
- A Rose Is Still a Rose – Aretha Franklin
- Embrya – Maxwell

#### Najlepszy występ R&B kobiecy
- "Doo Wop (That Thing)" – Lauryn Hill
- "Are You That Somebody?" – Aaliyah
- "Tyrone" – Erykah Badu
- "A Rose Is Still a Rose" – Aretha Franklin
- "I Get Lonely" – Janet Jackson

#### Najlepszy występ R&B męski
- "St. Louis Blues" – Stevie Wonder in Herbie Hancock's Gershwin's World
- "Matrimony: Maybe You" – Maxwell
- "The Only One for Me" – Brian McKnight
- "My Way" – Usher
- "I Know" – Luther Vandross

#### Najlepszy występ R&B w duecie lub w zespole
- "The Boy Is Mine" – Brandy & Monica
- "Nothing Even Matters" – Lauryn Hill & D’Angelo
- "Stay" – The Temptations
- "Lean on Me" – Kirk Franklin z Mary J. Blige, R. Kelly, Bono, Crystal Lewis & The Family
- "All My Life" – K-Ci & JoJo

#### Najlepszy występ tradycyjnego R&B
- Live! One Night Only – Patti LaBelle
- Believe in Me – Regina Belle
- To Make Me Who I Am – Aaron Neville
- Phoenix Rising – The Temptations
- I Know – Luther Vandross

### Rap

#### Najlepszy album hip-hopowy
- Vol. 2... Hard Knock Life – Jay-Z
- Capital Punishment – Big Punisher
- Life In 1472 – The Original Soundtrack – Jermaine Dupri
- Harlem World – Mase
- The Love Movement – A Tribe Called Quest

#### Najlepsza Współpraca Rapowa/Śpiewana
- "Intergalactic" – Beastie Boys
- "Money Ain’t a Thang" – Jermaine Dupri featuring Jay-Z
- "Deja Vu (Uptown Baby)" – Lord Tariq & Peter Gunz
- "Rosa Parks" – OutKast
- "Ghetto Supastar" – Pras Michel featuring Ol’ Dirty Bastard and Mýa

#### Najlepszy występ hip-hopowy
- "Gettin' Jiggy Wit It" – Will Smith
- "Dangerous" – Busta Rhymes
- "Lost Ones" – Lauryn Hill
- "Hard Knock Life" – Jay-Z
- "Gone Till November" – Wyclef Jean

### Country

#### Najlepszy album country
- Wide Open Spaces – Dixie Chicks

#### Najlepsza piosenka country
- "You're Still the One" – Shania Twain

### New Age

#### Najlepszy album New Age
- Clannad – Landmarks

### Jazz

#### Najlepszy jazzowy występ wokalny
- Shirley Horn za "I Remember Miles"

#### Najlepszy jazzowy występ instrumentalny
- Gary Burton & Chick Corea za "Rhumbata"

#### Najlepszy jazzowy występ instrumentalny, indywidualny lub w zespole
- Herbie Hancock za "Gershwin's World"

### Gospel

#### Najlepszy album pop gospel
- Deniece Williams za "This Is My Song"

#### Najlepszy album rock gospel
- Ashley Cleveland za "You Are There"

#### Najlepszy album tradycyjny soul gospel
- Cissy Houston za "He Leadeth Me"

#### Najlepszy album Contemporary soul gospel
- Kirk Franklin za "The Nu Nation Project"

### Muzyka latynoamerykańska

#### Najlepszy występ pop latino
- Vuelve – Ricky Martin

#### Najlepszy występ rock/alternatywa latino
- Maná za "Sueños Líquidos"

### Reggae

#### Najlepszy album muzyki reggae
- Sly and Robbie za "Friends"

### World Music

#### Najlepszy album World Music
- Gilberto Gil za "Quanta Live"

### Dzieci

#### Najlepszy album dziecięcy
- Ścieżka dźwiękowa do filmu "Elmopalooza!"

#### Najlepszy album ze słowami dla dzieci
- "The Children’s Shakespeare"